# پاورجت اس‌ای‌ام۱۴۶
پاورجت اس‌ای‌ام۱۴۶ یک موتور توربوفن تولید شده توسط شرکت پاورجت (یک شرکت سرمایه گذاری مشترک بین شرکت  سافران از فرانسه و ان‌پی‌او ساترن روسیه) است. این موتور رانشی در حدود ۶۸–۸۰ کیلونیوتن (۱۵٬۰۰۰–۱۸٬۰۰۰ پوند-نیرو)  تولید می‌کند و تنها کاربر آن هواپیمای سوخو سوپرجت-۱۰۰ است.

## مشخصات (اس ای‌ام۱۴۶)

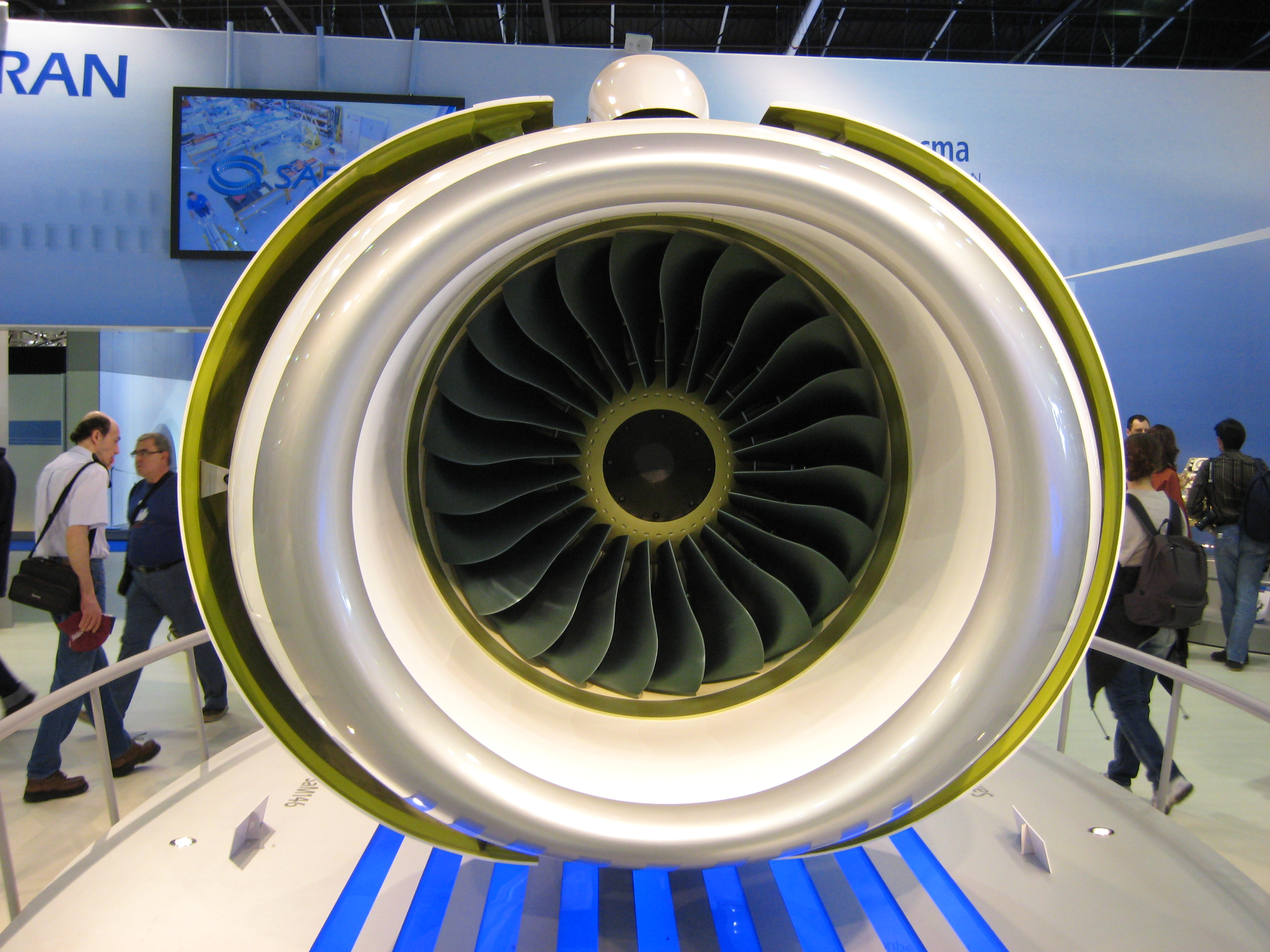
پاورجت اس‌ای‌ام۱۴۶ در نمایشگاه هوایی پاریس ۲۰۰۷

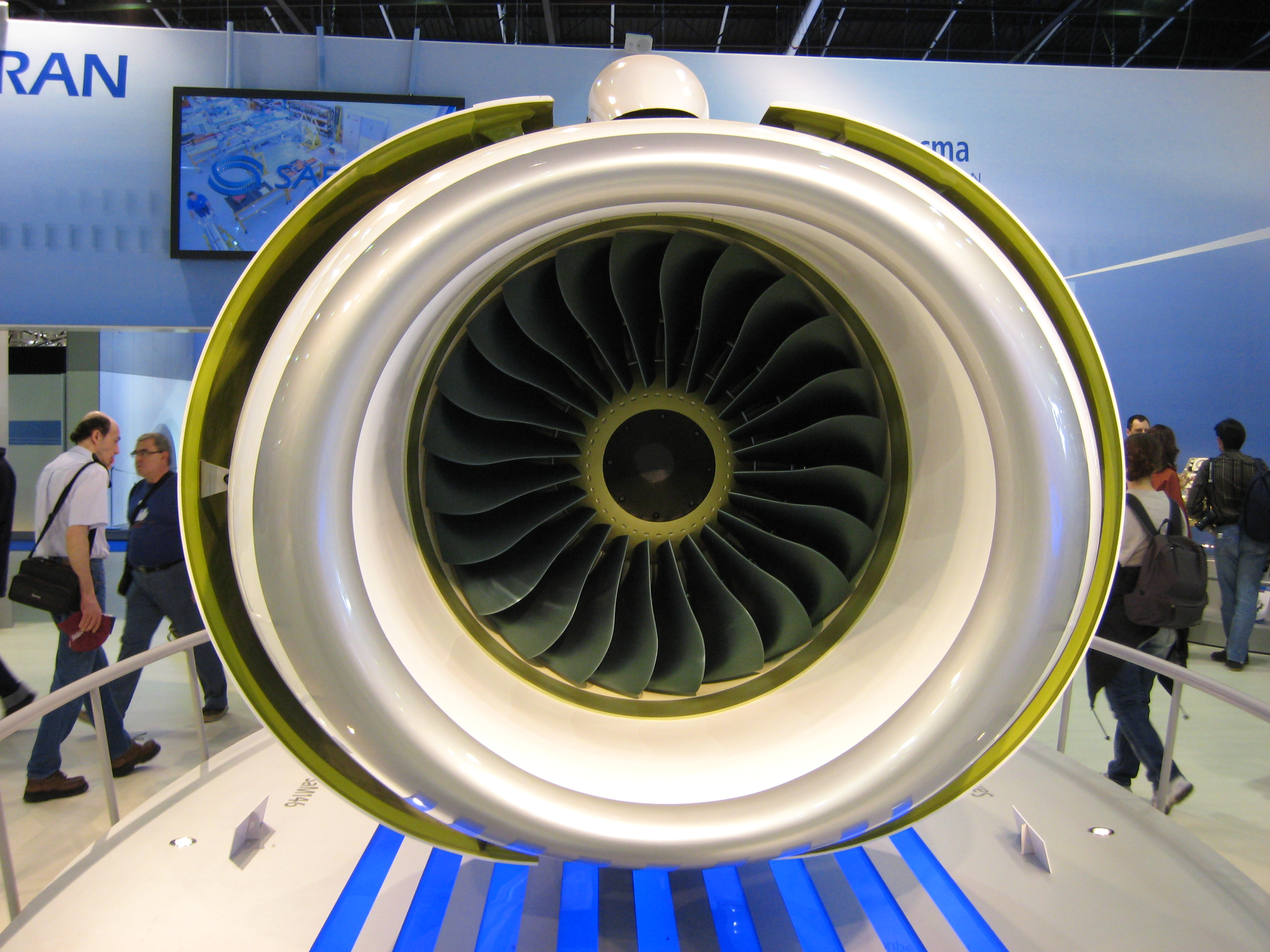
PowerJet SaM146 at نمایشگاه هوایی پاریس 2007

Data from  - Specifications labeled with (*) are from the type certification here.

#### خصوصیات کلی
- نوع: توربوفن
- طول: ۳٫۵۹ متر (۱۴۱ اینچ)
- قطر: ۱٫۲۲ متر (۴۸ اینچ)
- وزن خشک: ۲٬۲۶۰ کیلوگرم (۴٬۹۸۰ پوند) *SaM146 1S18 [۵]

#### اجزا
- کمپرسور: 1 stage fan, 3-stage low pressure, 6-stage high pressure کمپرسور محوری
- Combustors: حلقوی
- توربین: 1-stage high pressure, 3-stage low pressure
- نوع سوخت: سوخت جت, TS-1, RP (*)

#### عملکرد
- Maximum رانش: ۷۱٫۶ کیلونیوتن (۱۶٬۱۰۰ پوند-نیرو) *Normal Takeoff (NTO) thrust
۷۹٫۲ کیلونیوتن (۱۷٬۸۰۰ پوند-نیرو) *Automatic Power Reserve (APR) takeoff thrust SaM146 1S18[۶]
- نسبت فشار کلی: 28 [۶]
- نسبت کنار گذر: 4.4:1 [۶]
- مصرف سوخت یژه برخاست: 0.629 lb/lbf-hr (Cruise)[۶]
- نسبت نیرو به وزن: 3.5:1